# Hauptverwaltung Aufklärung
Hauptverwaltung Aufklärung (HV A) var Östtysklands civila utrikesspionage, ett antal avdelningar som ingick i den östtyska säkerhets- och underrättelsetjänsten Stasi. 
Efter kriget återvände Markus Wolf till Tyskland och började under sovjetisk översyn bygga upp det som kom att bli den östtyska underrättelsetjänsten (HVA). Som täckmantel arbetade Wolf bland annat på en radiostation i den av Sovjetunionen kontrollerade sektorn av Berlin. Efterhand fick han nya uppgifter och i början på 1950-talet inlemmades HVA i det nya Ministerium für Staatssicherheit (MfS, Stasi). 
Under Markus Wolfs ledning utvecklades DDR:s utrikesspionage, enligt Markus Wolf själv, till en av världens mest effektiva spionorganisationer. Inom de västliga säkerhetstjänsterna kom Wolf att bli känd som "Mannen utan ansikte", eftersom man visste vad han hette men inte hur han såg ut. Vid ett besök i Stockholm sommaren 1978 lyckades svenska Säkerhetspolisen (Säpo) fånga Wolf på bild. Efter att en avhoppare identifierat HVA-chefen släpptes bilderna via västtyska underrättelsetjänsten till media (Der Spiegel, mars 1979).